# Château de Hagueneck
Le château de Hagueneck est un monument historique situé à Wettolsheim, dans le département du Haut-Rhin, en région Grand Est. Cette commune se trouve dans la région historique et culturelle d'Alsace.

## Localisation
Le Hagueneck se situe sur les premiers contreforts du massif des Vosges, à environ 5 km au sud-ouest de Colmar et 1,5 km à l’ouest de Wettolsheim. Il est implanté au fond d’un vallon étroit aux flancs encaissés, ce qui réduit fortement sa capacité d’observation des alentours, limité à la direction de Colmar et du Kaiserstuhl. Cette position le désavantage également par rapport aux châteaux situés sur les sommets alentour et il est notamment dominé par le Hohlandsbourg au nord et le Haut-Éguisheim au sud.

## Historique

Plan du château.

Le nom du château apparaît pour la première fois dans un document de 1263 mentionnant Burcart von Hagenecke. Cette famille, qui se trouve dans le camp d’Adolphe de Nassau en 1298, est probablement apparentée à celle des seigneurs de Wettolsheim, qui possèdent le village depuis la première moitié du XIIIe siècle. Cette branche périclite toutefois dès la première moitié du XIVe siècle et le château est vendu en 1300, probablement aux seigneurs de Laubgasse. Ceux-ci entrent alors en conflit avec les seigneurs de Haus et de Hattstatt, qui prennent d’assaut le château et l’incendient en 1304.
Peu après le milieu du XVe siècle, le Hagueneck est partagé entre plusieurs copropriétaires, dont l’un, Ulrich Stör, y entretient un châtelain. Ce dernier est chassé par le seigneur de Rust, un autre copropriétaire, ce qui semble avoir entraîné l’abandon du château, d’après un procès ayant eu lieu en 1482 et les constatations archéologiques. Il est mentionné en 1640 comme étant une ruine.
Le château fait l’objet de restaurations en 1884, 1932 et 1972.

## Description
Le noyau castral est la partie la mieux préservée du château et est composé du donjon et d’un logis regroupés dans une enceinte quadrangulaire. Cette partie du château est essentiellement construite en granite, mais le grès jaune de Rouffach a également été utilisé pour les parties devant être plus finement taillées, notamment les bordures de fenêtres. Les maçonneries sont réalisées dans un moyen appareil assez soigné, avec des pierres à bossage en forme de coussin aux angles.
Implanté sur le mur sud de l’enceinte, le donjon est une tour carrée de sept mètres de côtés, qui a la particularité d’être presque entièrement pleine. L’accès se fait par une porte en plein cintre percée du côté nord, aux trois-quarts de la hauteur de la tour. De là, un étroit couloir mène à un escalier en colimaçon situé au centre, qui permet d’accéder au sommet. L’escalier donnant accès à la porte et son implantation sont modernes : l’accès original se faisait par une galerie couverte en bois reliée au mur d’enceinte occidental.